# Celso Álvarez Cáccamo
Celso Álvarez Cáccamo (Vigo, Galiza, 1958) é um sociolinguista e professor. 
Natural de Vigo, formou-se academicamente na Galiza, na Catalunha e nos Estados Unidos: na Universidade de Santiago de Compostela (1975-1978), na Universitat Central de Barcelona (1978-1980, onde obteve a Licenciatura em Filologia Hispânica), na State University of New York at Buffalo (1982-1983, onde obteve o Máster em Língua e Literatura Espanhola) e na University of California at Berkeley (1983-1990, onde obteve o título de Doutor em Sociolinguística e Antropologia Linguística). É também Doutor em Filologia Hispânica. 
Desde 1991 é professor de Linguística na Faculdade de Filologia da Universidade da Crunha. Em 1998 foi convidado como professor visitante no Departamento de Espanhol e Português da Universidade da Califórnia em Berkeley.
Tem diversas publicações em português e inglês sobre sociolinguística, glotopolítica, variação linguística, análise do discurso e análise da conversa em revistas especializadas e volumes internacionais. Participou em projetos interdisciplinares sobre análise do discurso público nos meios de comunicação e sobre a interação no contexto educativo. Foi conferencista convidado na Universidade de Massachussets em Amherst (EUA), na Universidade Autónoma de Madrid, na Universidade de Santiago de Compostela, na Universidade de València, e na City University of New York, e participou em congressos e simpósios internacionais de linguística, sociolinguística, pragmática e antropologia.
Conta com mais de 160 colaborações sobre língua, cultura, política e sociedade em publicações periódicas e lugares digitais da Galiza, Portugal, Brasil e a Espanha. Foi fundador e gestor das listas de discussão eletrônica: Code-Switching e Socioling*. Leva também os lugares web Çopyright-pensamento, crítica e criação e Versão Original, que contém material audiovisual e documentos digitalizados sobre o debate linguístico na Galiza.
No âmbito da criação literária, publicou o livro de poesia Os distantes (Espiral Maior, 1995) e colaborou em vários volumes coletivos, entre eles Escolma de familia. Cen anos de poesía (Edicións Xerais de Galicia, 2000) e Poemas ao pai (Espiral Maior, 2008).

## Obra
Obra poética
- Os distantes, Espiral Maior, 1995,
- Escolma de familia. Cen anos de poesía, Ed. Xerais, 2000 (Livro coletivo no qual participou com vários poemas)
- Os passos da procura, Através editora, 2018